# Cache Creek (comté de Yolo)
Pour les articles homonymes, voir Cache Creek.
Cache Creek est un cours d'eau traversant les comtés de Lake, Colusa et Yolo en Californie, aux États-Unis, et un affluent droit du fleuve Sacramento, par le Cache Creek Settling Basin.

## Histoire
Le nom de ce cours d'eau provient des trappeurs de Compagnie de la Baie d'Hudson qui cachaient leurs fourrures le long de la rivière Sacramento et ses affluents, dont l'un devient vite connu pour eux sous le nom de Cache Creek. L'un de leurs camps, reconnu par les premiers colons comme le French Camp, était situé au milieu de chênes sur la rive nord de Cache Creek à proximité de la ville actuelle de Yolo. Cache Creek était originellement surnommé par les trappeurs Rivière la Cache.